# Роосна-Аллику
Ро́осна-А́ллику (эст. Roosna-Alliku) — посёлок в муниципалитете Пайде уезда Ярвамаа, Эстония. 
До реформы местных самоуправлений Эстонии 2017 года посёлок был административным центром волости Роосна-Аллику.

## География и описание
Расположен в 14 километрах к северо-востоку от уездного центра — города Пайде. Высота над уровнем моря — 87 метров.
Климат умеренный. Официальный язык — эстонский. Почтовый индекс — 73201.

## Население
По данным переписи населения 2021 года, в Роосна-Аллику насчитывалось 429 жителей, из них 418 (97,7 %) — эстонцы.
По данным переписи населения 2011 года, в посёлке проживали 427 человек, из них 415 (97,2 %) — эстонцы.
Численность населения посёлка Роосна-Аллику по данным Департамента статистики: 
| Год  | 2000 | 2011  | 2017  | 2018  | 2019  | 2020  | 2021  |
| ---- | ---- | ----- | ----- | ----- | ----- | ----- | ----- |
| Чел. | 496  | ↘ 427 | ↗ 457 | ↘ 453 | ↘ 441 | ↘ 439 | ↘ 429 |

## История
В письменных источниках XIV века деревня упоминается как Yalechtem, 1564 года — Jegelecht, 1732 года — Halliko, 1818 года — Roosna Allik.
Деревня на месте нынешнего посёлка изначально носила название Йыэляхте (Jõelähte, в буквальном переводе с эстонского — «исток реки»), так как здесь, из карстовых источников, берёт своё начало река Пярну — самая длинная река Эстонии. В 1617 году деревня отошла во владение Богислауса Розена (Bogislaus von Rosen), который основал здесь мызу. На военно-топографических картах Российской империи (1846–1863 годы), в состав которой входила Эстляндская губерния, мыза обозначена как Кальтербрун.
После земельной реформы, с 1920 года здесь было поселение, в 1977 году оно получило статус посёлка. Часть бывшего поселения стала деревней Алликъярве.

## Инфраструктура
В посёлке есть основная школа, волостная библиотека, Народный дом, действует спортивный клуб.

## Достопримечательности
На территории посёлка находится мыза Кальтербрун (Роосна-Аллику). Часть территории деревни относится к природному парку Роосна-Аллику.